# Мартиль
Мартиль (араб. مرتيل‎) — город в Марокко, расположен в области Танжер-Тетуан.

## Географическое положение
Центр города располагается на нулевой высоте над уровнем моря.

## Демография
Население города по годам:
| 2004   | 2012   |
| ------ | ------ |
| 39 011 | 43 165 |

## Транспорт
Ближайший аэропорт расположен в городе Тетуане.